# ريتشارد بلات
ريتشارد بلات (بالإنجليزية: Richard Platt)‏ هو كاتب للأطفال وكاتب بريطاني، ولد في 15 أبريل 1953 في نورثمبرلاند في المملكة المتحدة.

## وصلات خارجية
- الموقع الرسمي